# Pär Aron Borg
Pour les articles homonymes, voir Borg.
Pär Aron Borg (né le 4 juillet 1776 à Avesta et morte le 22 avril 1839 à Stockholm), est un professeur suédois et le fondateur de l'Institut des sourds et des aveugles de Manille.

## Biographie
Ses parents sont Erik Gustav Borg et Johanna Didron.
En 1796, Pär a étudie à l'Université d'Uppsala pour deux ans et il est diplômé de l'école de droit le 13 décembre 1798. Puis il occupe le poste de secrétaire au bureau du gouvernement central à Stockholm. Il donne des cours de piano aux femmes pauvres et il rencontre Charlotte Seuerling, une femme aveugle. Par sa facilité d'apprendre, il lui enseigne aux autres matières. En parallèle, il découvre la pièce de théâtre de Jean-Nicolas Bouilly : L'Abbé de L'Épée ; où l'abbé de l'Épée enseignait aux sourds. En 1808, il décide d'enseigner aux aveugles et aux sourds. En 1809, Pär fonde l'école Allmänna institutet för döfstumma och blinda å Manilla (Institut général des sourds et des aveugles de Manille), aujourd'hui Manillaskolan (l'école de Manille) et accueille les huit premiers élèves.
Il avait enseigné son élève Jeanette Berglind, une sourde importante de l'histoire de l'éducation des sourds en Suède.
En 1823, Pär part au Portugal, où il fonde une école pour sourds. Il rentre en Suède en 1828. Pär meurt le 22 avril 1839.

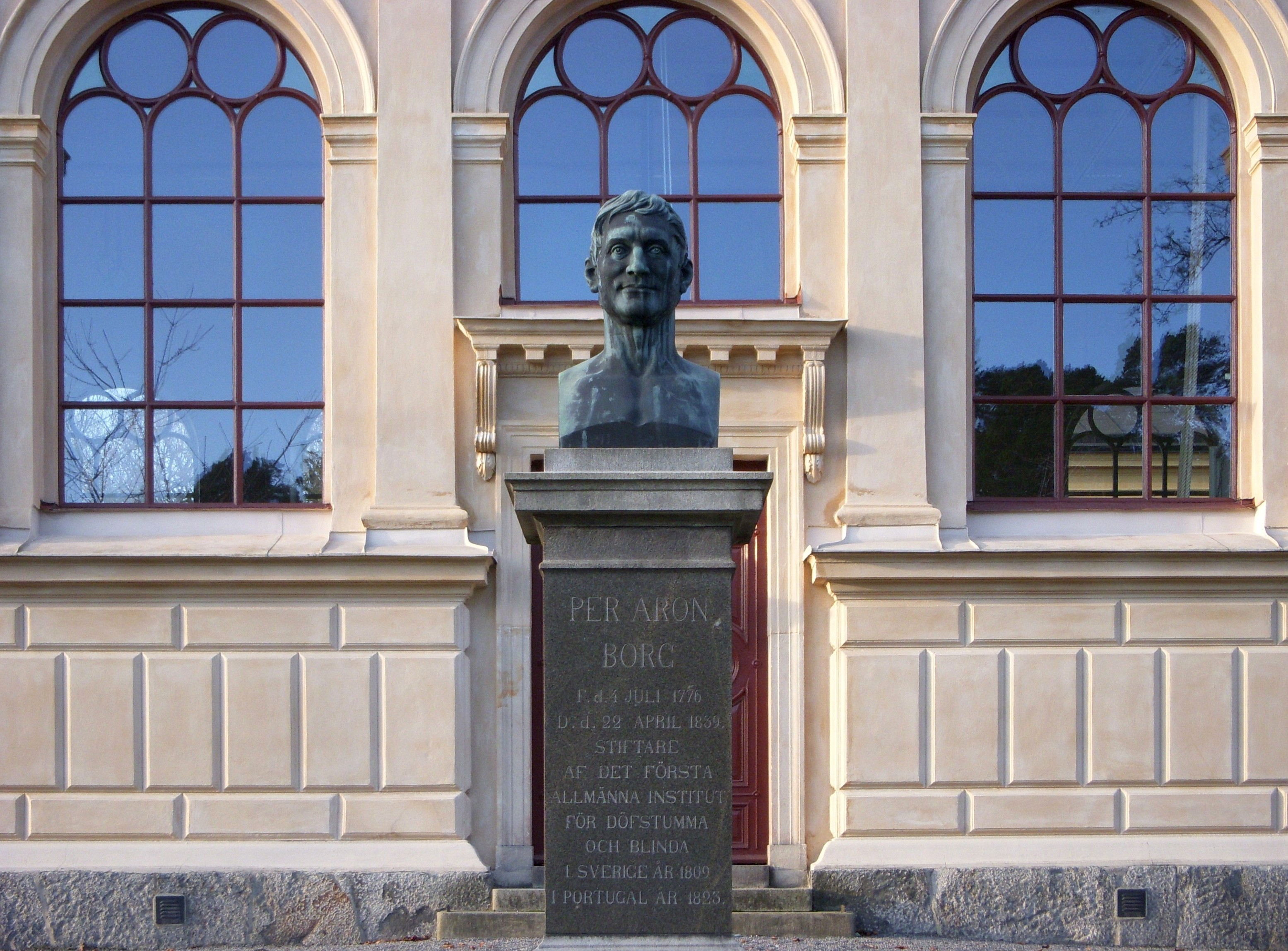
Statue de Pär à l'école de Manille.

### Vie privée
Il a un fils, Ossian Edmund Borg (6 août 1812-10 avril 1892).